# 박타푸르

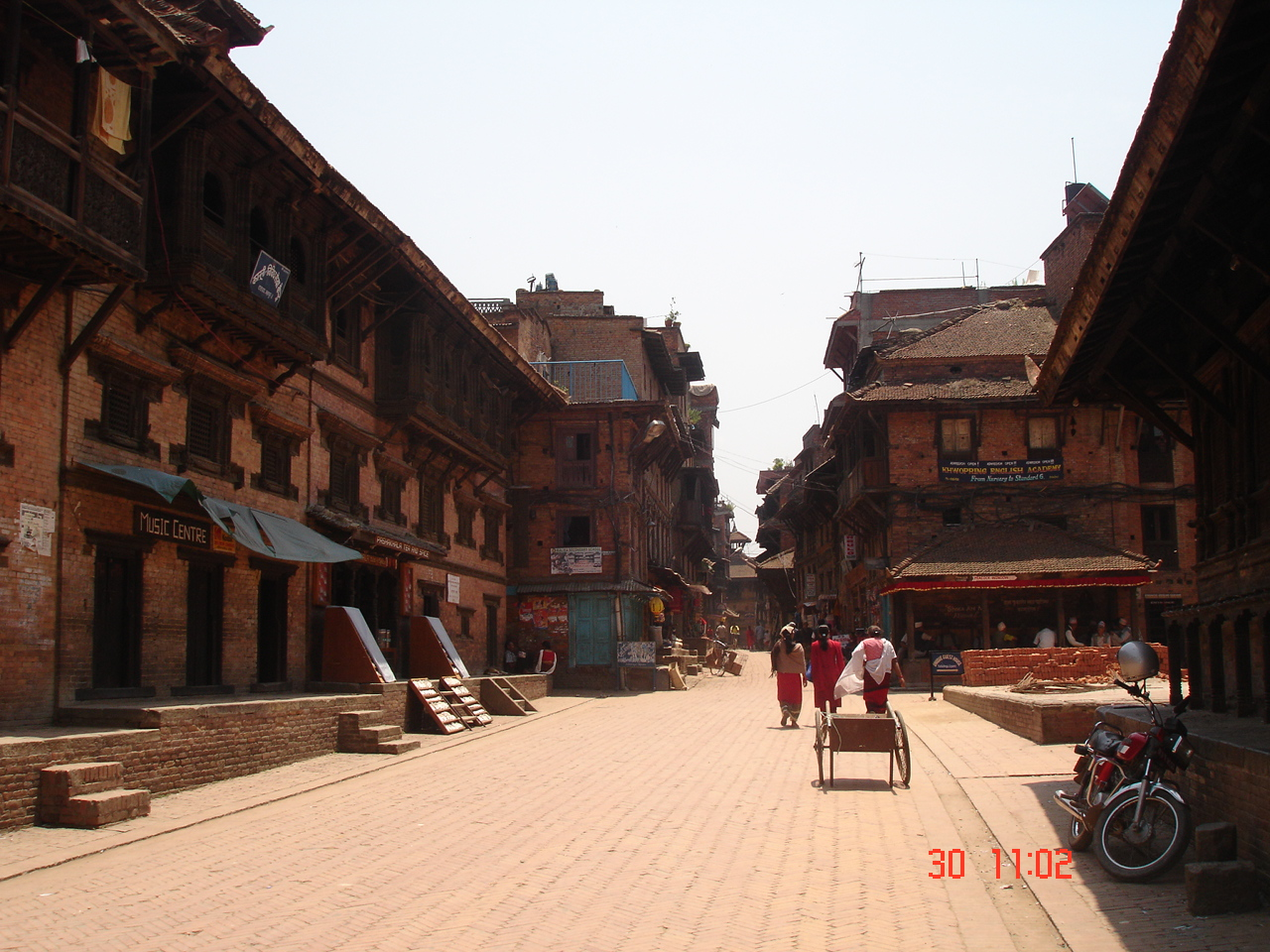
박타푸르 시가지

박타푸르(네팔어: भक्तपुर 바크타푸르)는 네팔의 도시로, 바드가온 또는 크와파(네와르어: ख्वप Khwapa)라고 부르기도 한다. 카트만두에서 동쪽으로 약 13km 정도 떨어진 곳에 위치하며 인구는 72,543명(2001년 기준)이다. 행정 구역상으로는 바그마티구에 속하며 박타푸르현의 현청 소재지이다. 카트만두 계곡 동부에 위치하며 15세기 후반까지 네팔의 수도였던 곳이다.

## 사진

박타푸르
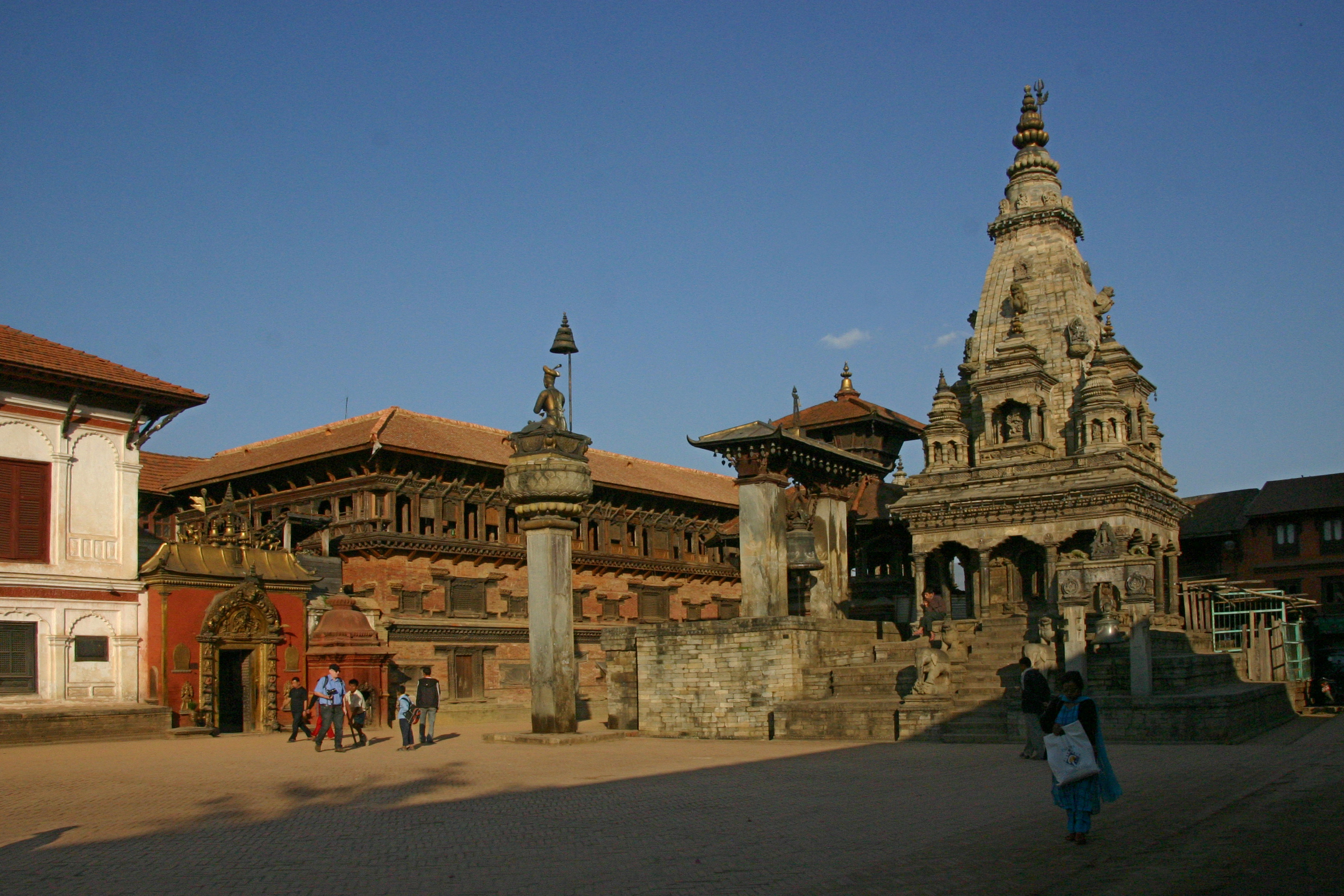
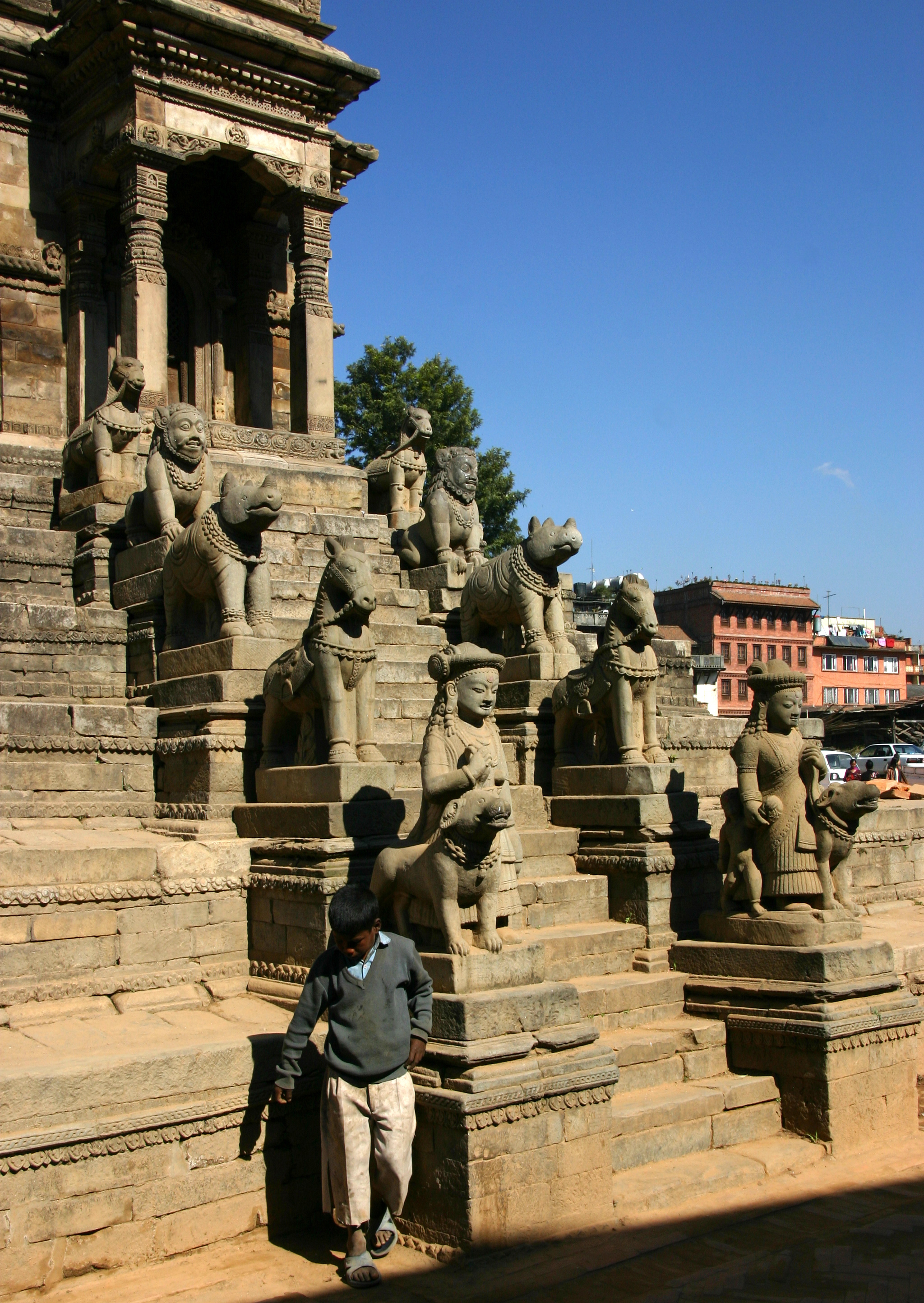
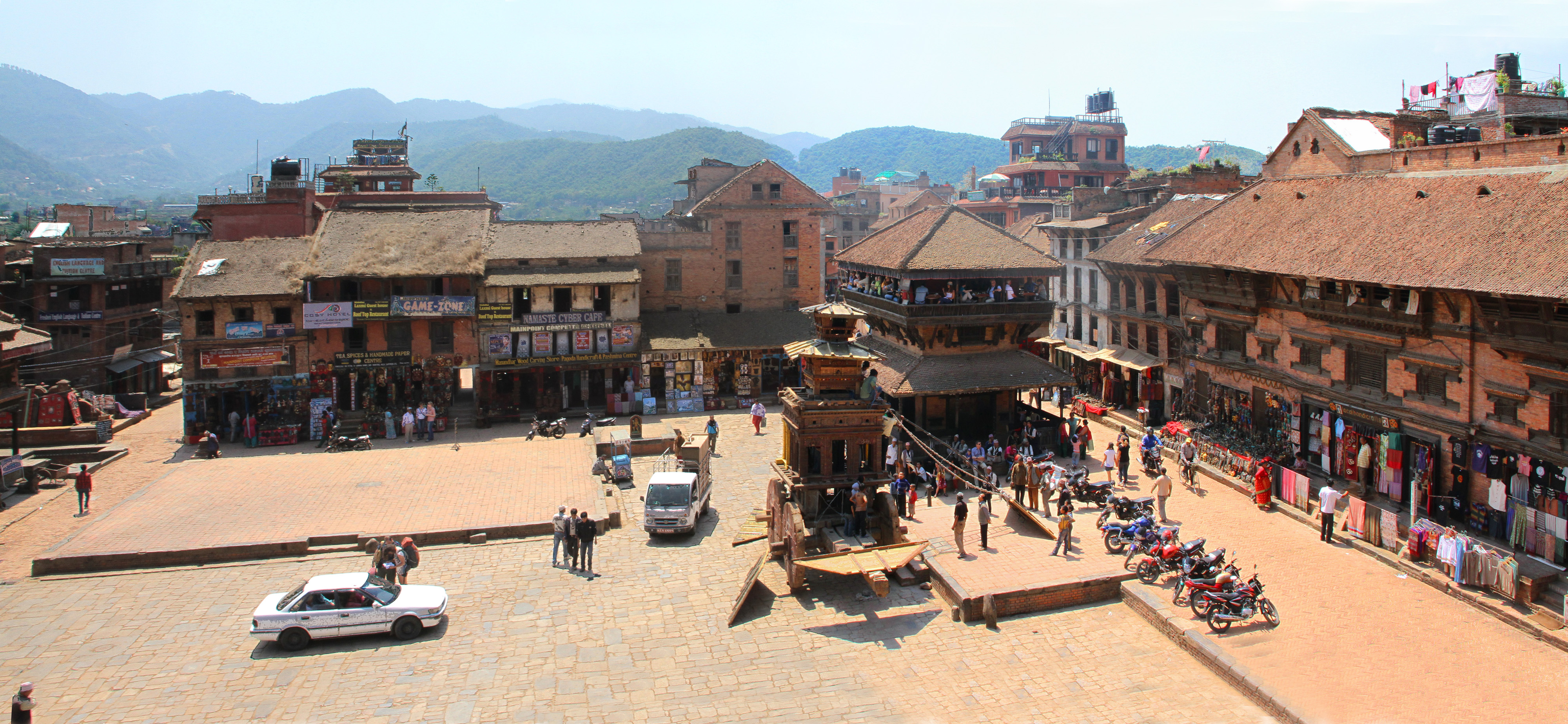
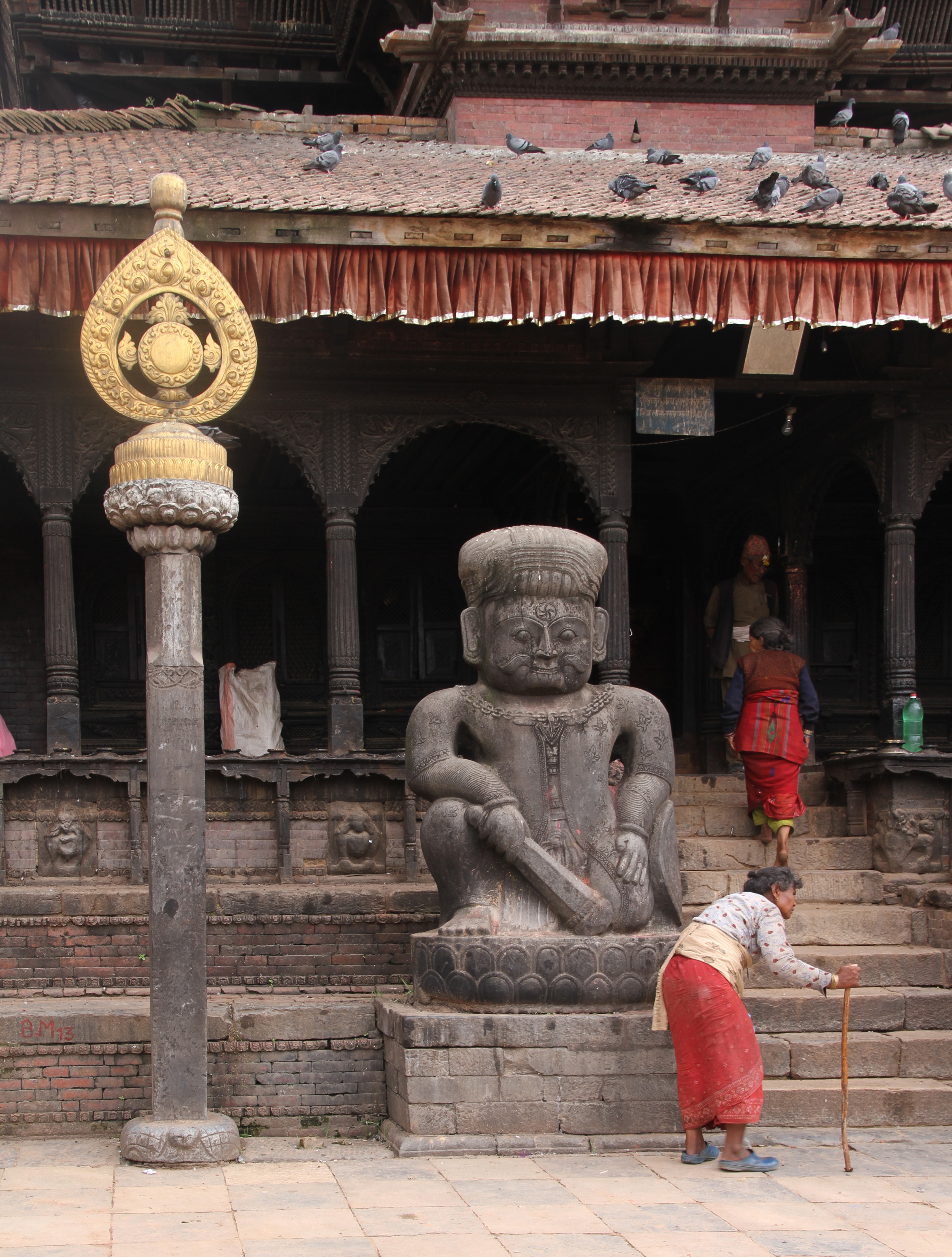
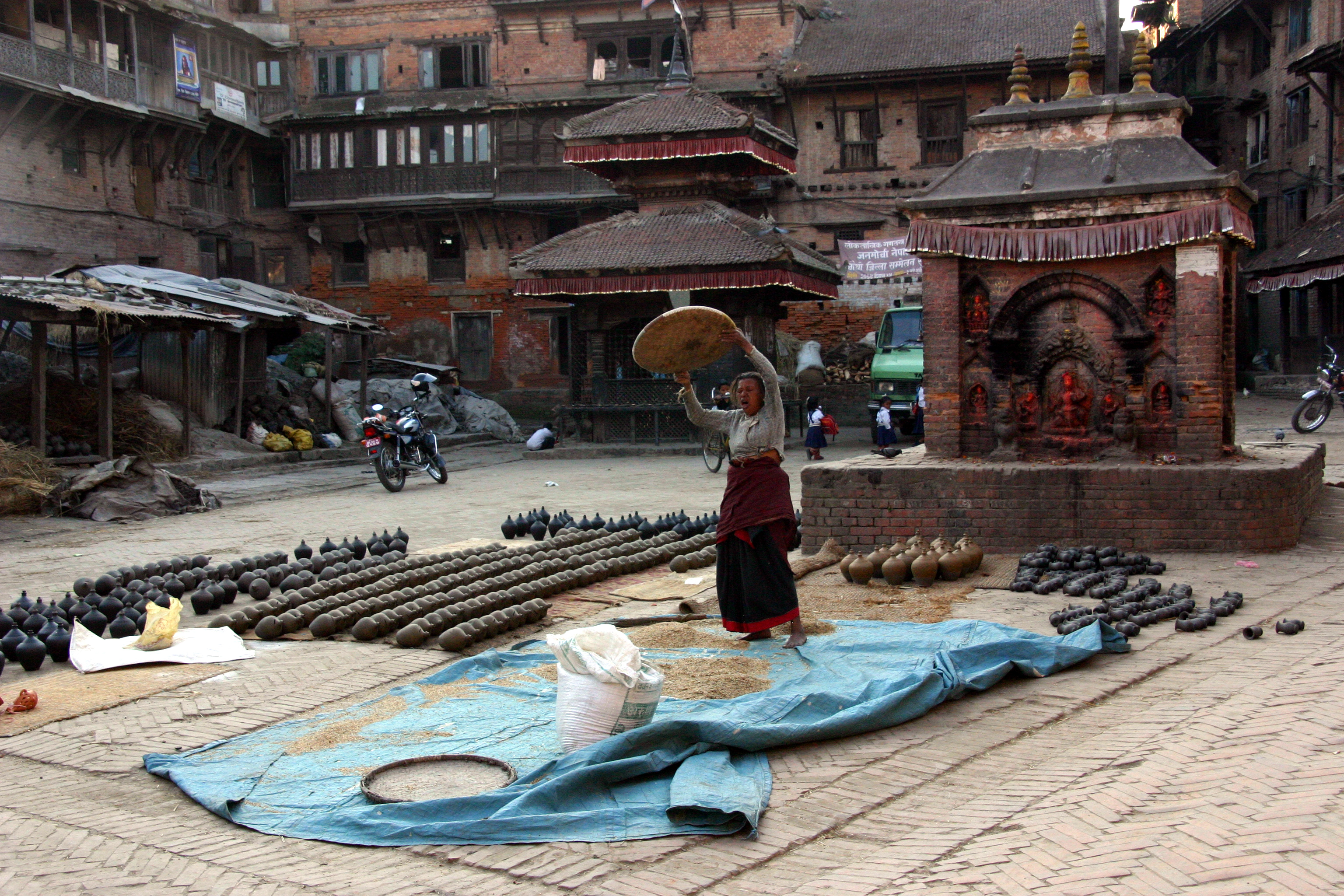
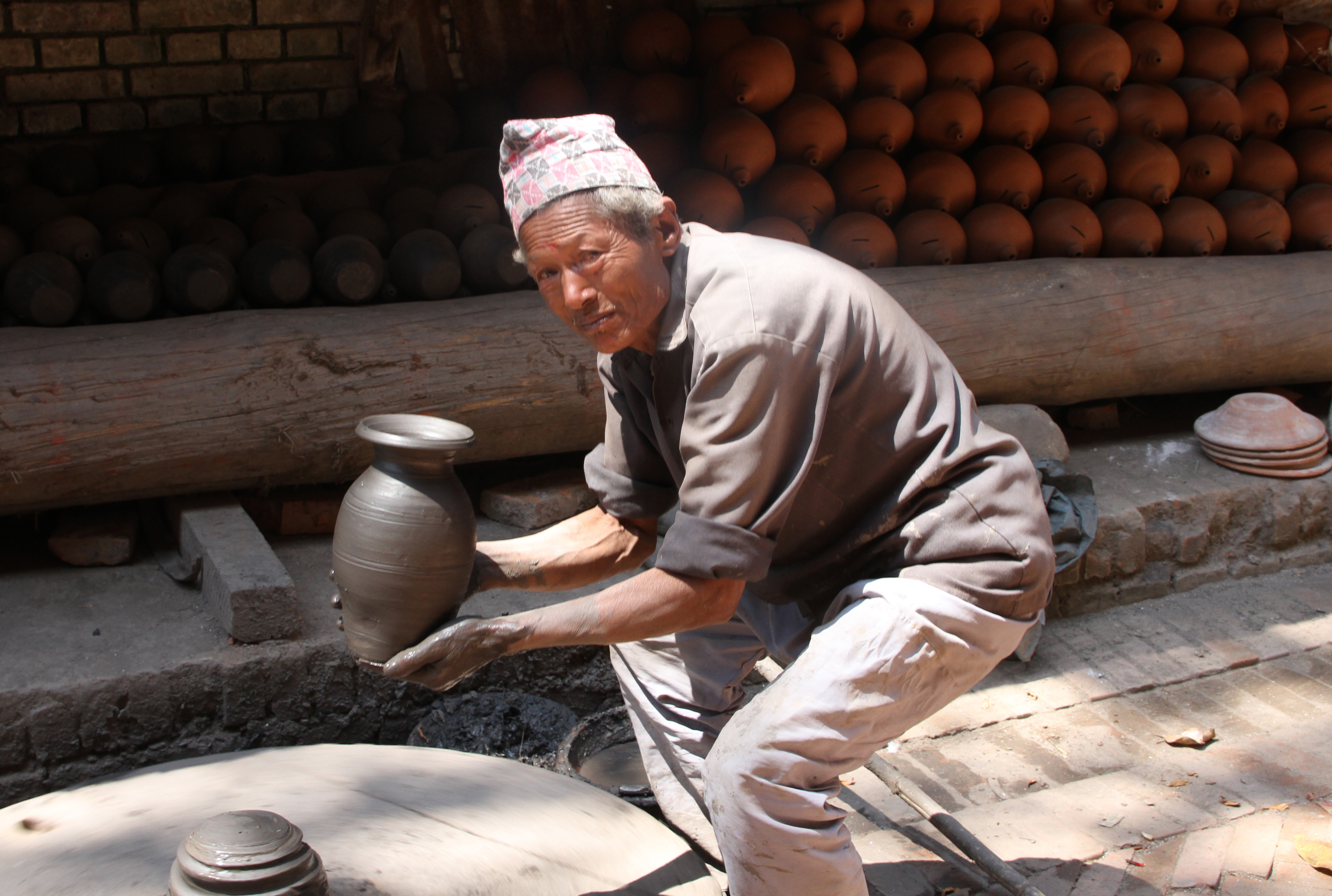
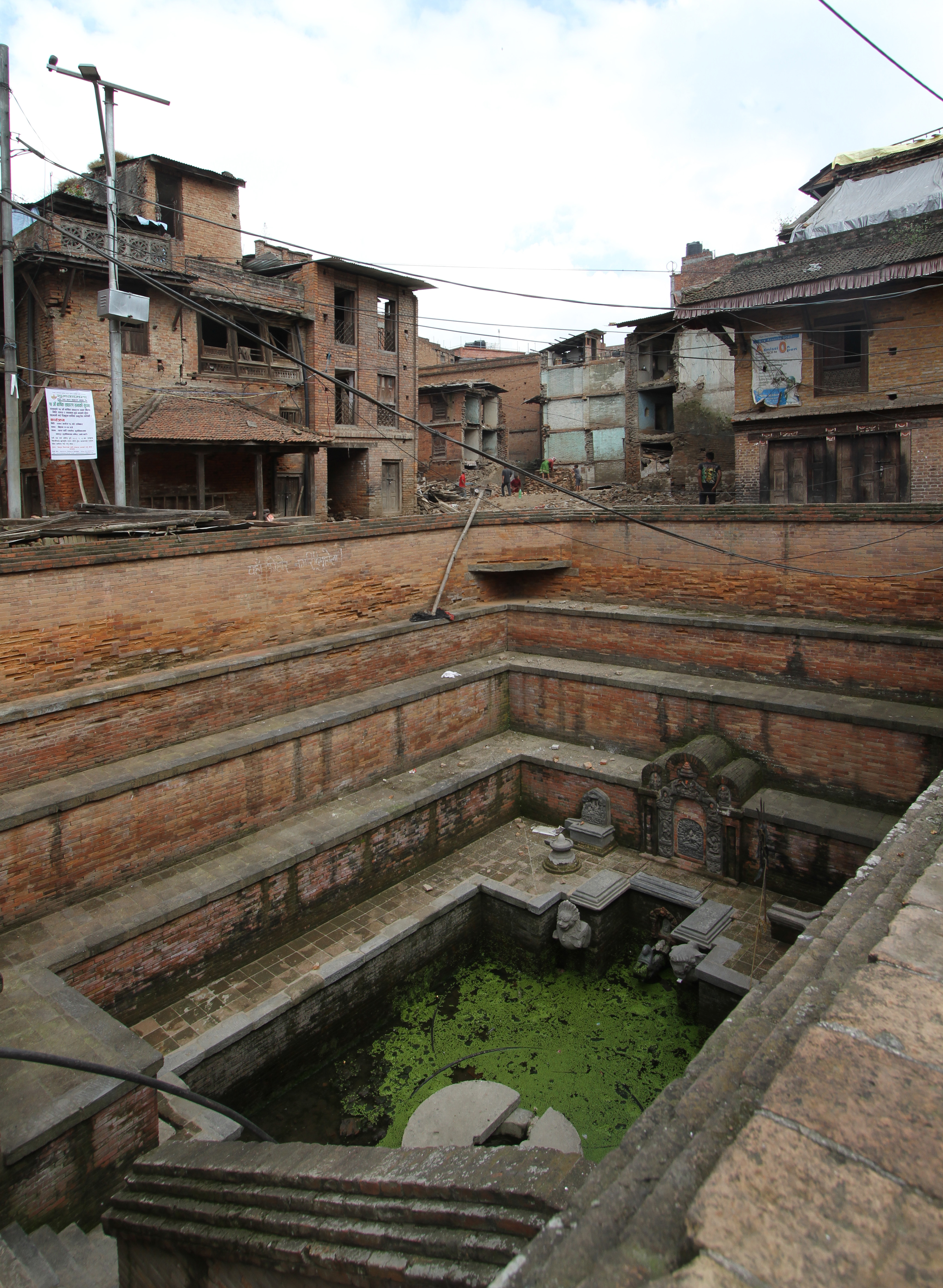
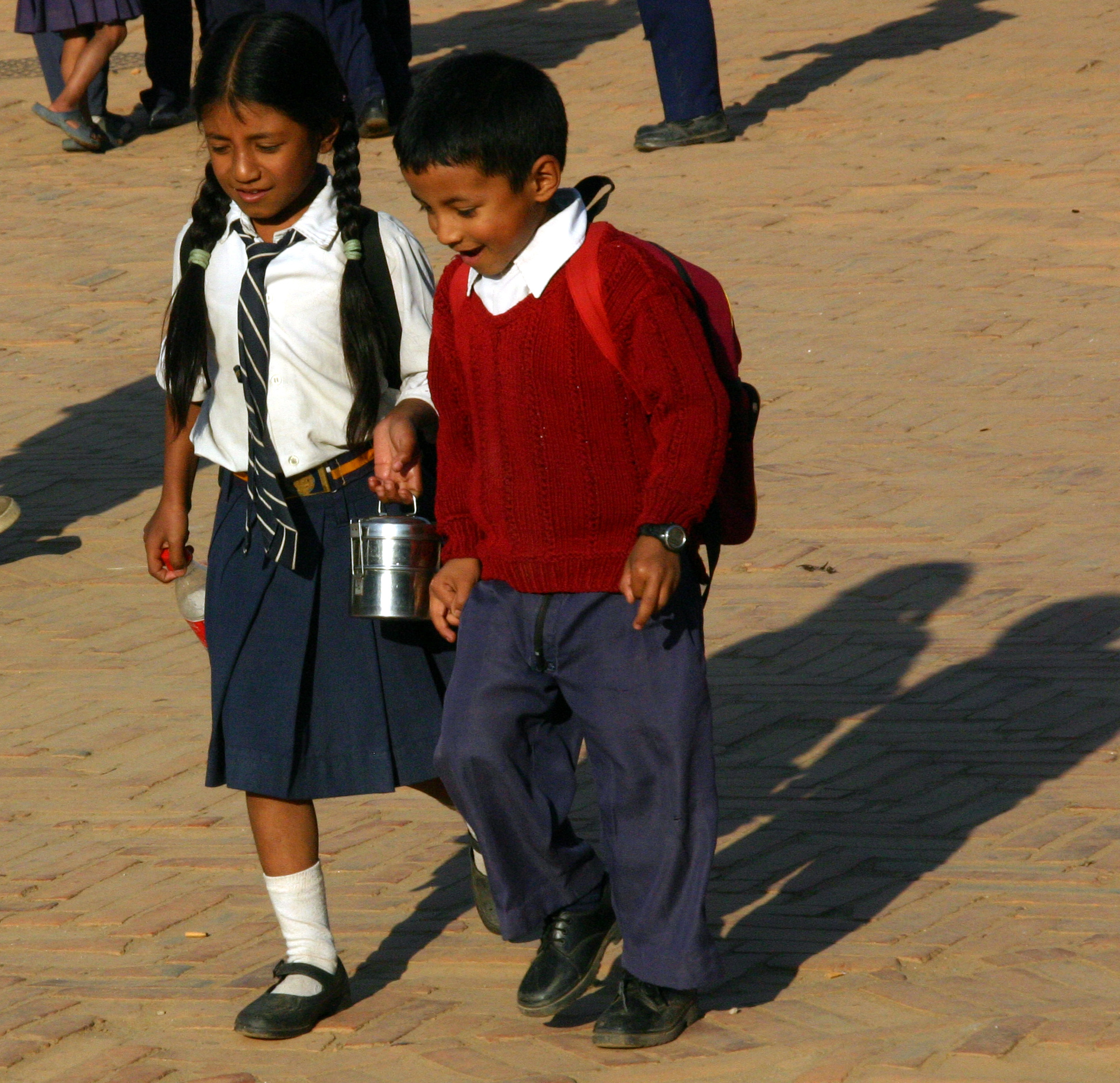

## 같이 보기
- 박타푸르 더르바르 광장